# Густаф де Лаваль
Гу́стаф де Лава́ль (швед. Karl Gustaf Patrik de Laval; 9 травня 1845, Даларна (ландскап), Орса — 2 лютого 1913, Стокгольм) — шведський інженер та винахідник з французькими коренями.

## Біографічні дані
Густаф де Лаваль народився в Орсі, Швеція. Предки Лаваля належали до старовинного французького дворянського роду. Бувши за релігійною вірою протестантами, що називались у Франції гугенотами та зазнавали переслідувань з боку католицької церкви, вони змушені були покинути батьківщину після Варфоломіївської ночі. За традицією роду декілька поколінь Лавалів були військовослужбовцями. Батько Густафа Яків де Лаваль був капітаном шведської армії. Вийшовши у відставку, він отримав, за звичаєм того часу, замість пенсії «капітанський маєток», що надавався в довічне користування військовим і цивільним чинам. Цей маєток («Блазенборг») знаходився в селі Орса, в Далекарлії. Після оселення в Блазенборзі Яків де Лаваль одружився з Єлизаветою Мартін. Тут і народився син, що отримав при хрещенні ім'я Карл Густаф Патрік.
Закінчивши курс у Фалунській школі у 1863 році, навесні того ж року, не підіймаючи навіть у сім'ї питання про якісь інші професії, Лаваль вирушив до Уппсали складати іспит для отримання права на вступ до вищого навчального закладу. Витримавши іспит, восени Лаваль був зарахований до Королівського технологічного інституту в Стокгольмі для навчання за фахом морське будівництво й текстильна промисловість.
Закінчив Технологічний інститут у 1866 році (тепер Королівський технологічний інститут) і в 1872 році математичний факультет Уппсальського університету з відзнакою й одночасно представив дисертацію: «Про хлористі і бромисті сполуки вольфраму». Після блискучого захисту йому одноголосно було присуджено науковий ступінь «доктора філософії». Уже в 1873 році Лаваль отримує свій перший патент, що стосувався обробки фосфористих руд, а в наступному 1874 році — другий патент на новий спосіб обробки цинкових руд.
У 1882 році запропонував конструкцію парової турбіни і в 1887-му виготовив зменшений демонстраційний зразок.
У 1890 році винайшов сопло, призначене для подачі пари в турбіну, яке згодом назвали його іменем і використовують до сьогодні за цим же призначенням. У XX столітті сопло Лаваля знайшло застосування в реактивних двигунах для створення реактивного струменя.
Лавалю належить також авторство винаходу центрифуги для розділення на фракції сумішей рідин з різною густиною. Це технічне рішення використовував як сепаратор молока. У 1894 році запатентував доїльний апарат, перший промисловий зразок було випущено уже після його смерті компанією Alfa Laval Group, заснованою де Лавалем та Оскаром Ламмом у 1883 році.
Першим застосував гнучкий вал, диск однакового опору, що давав змогу досягати великих колових швидкостей (419 м/с). Крім того, у турбінах Лаваля було передбачено багато нових елементів, частина з яких використовується в сучасному турбобудуванні. Лаваль розробив також теорію сопла. Через низку конструктивних недоліків і відносно малу потужність турбіни Лаваля не набули поширення, але відіграли значну роль у розвитку турбобудування.
За своє життя Густаф де Лаваль запатентував 93 винаходи.
Вибирався (1888—1890) членом риксдагу.
Публікував у газеті «Svenska Dagbladet» статті на економічні теми.
Помер у 1913 році в Стокгольмі і похований на Північному цвинтарі.

## Галерея зображень

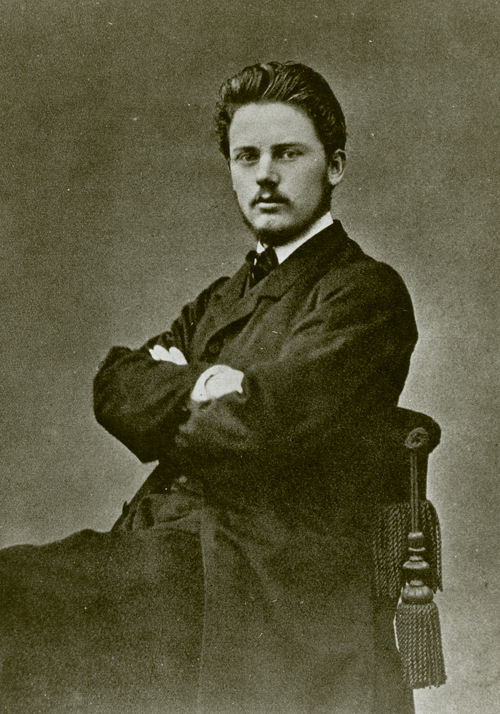
Густаф де Лаваль у 1875 році
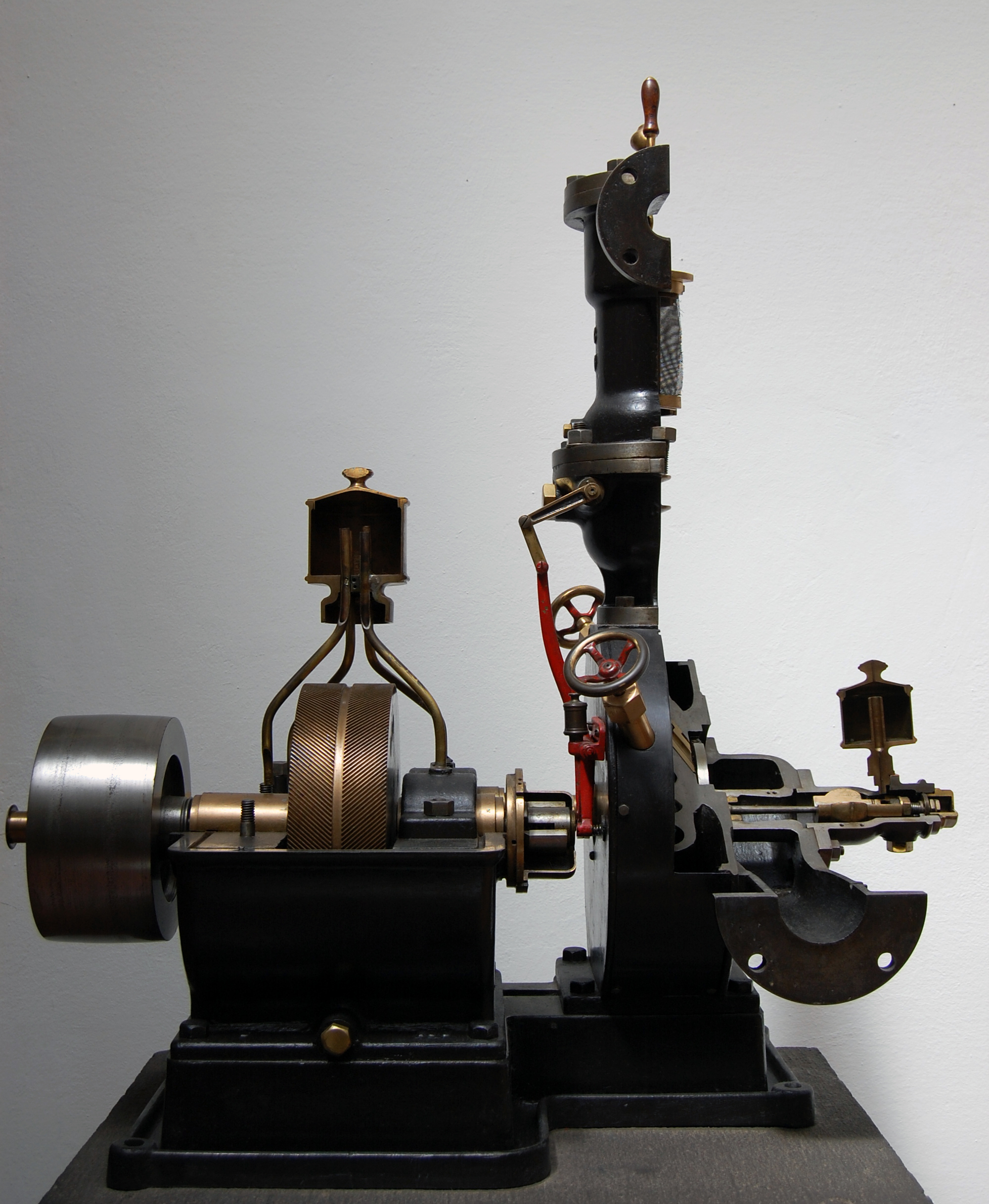
Парова турбіна конструкції Лаваля, виготовлена у Швеції, 1888. (Німецький музей, Мюнхен)
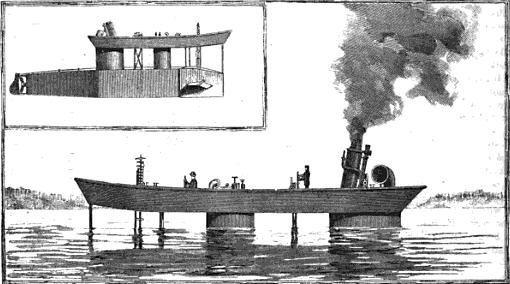
Субмарина конструкції Лаваля
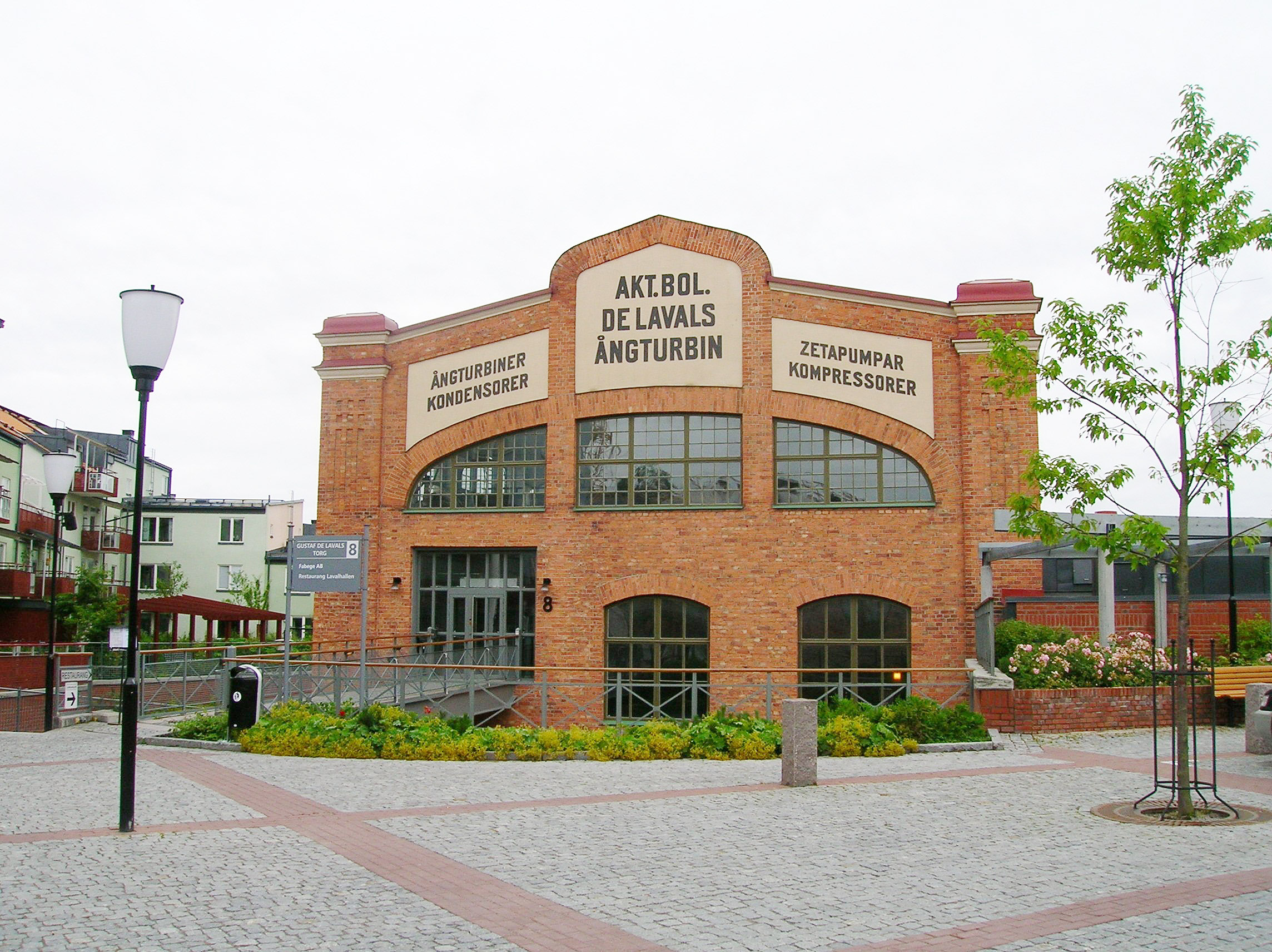
Колишній завод парових турбін у передмісті Стокгольму
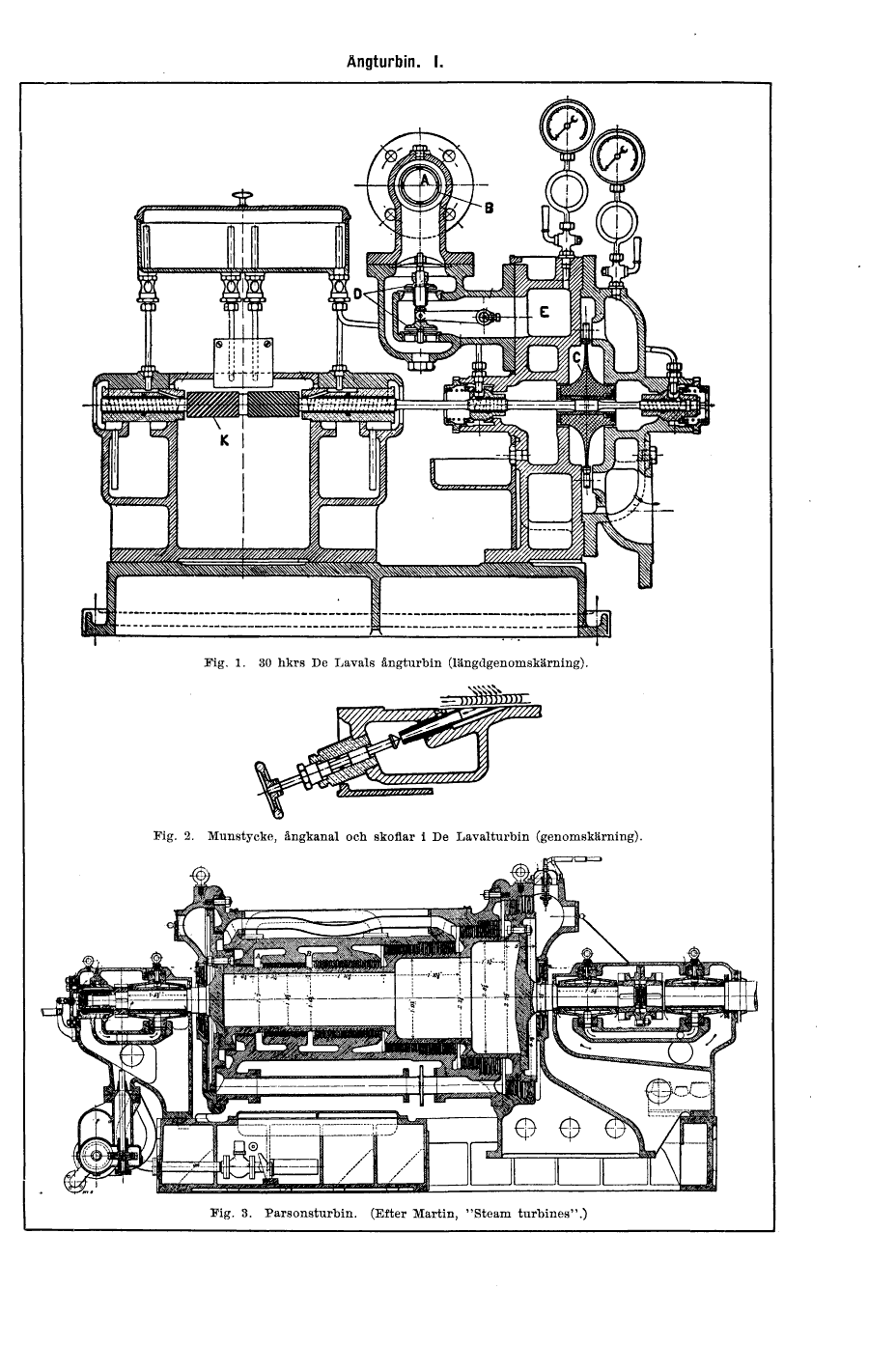
Складальний кресленик парової турбіни Лаваля
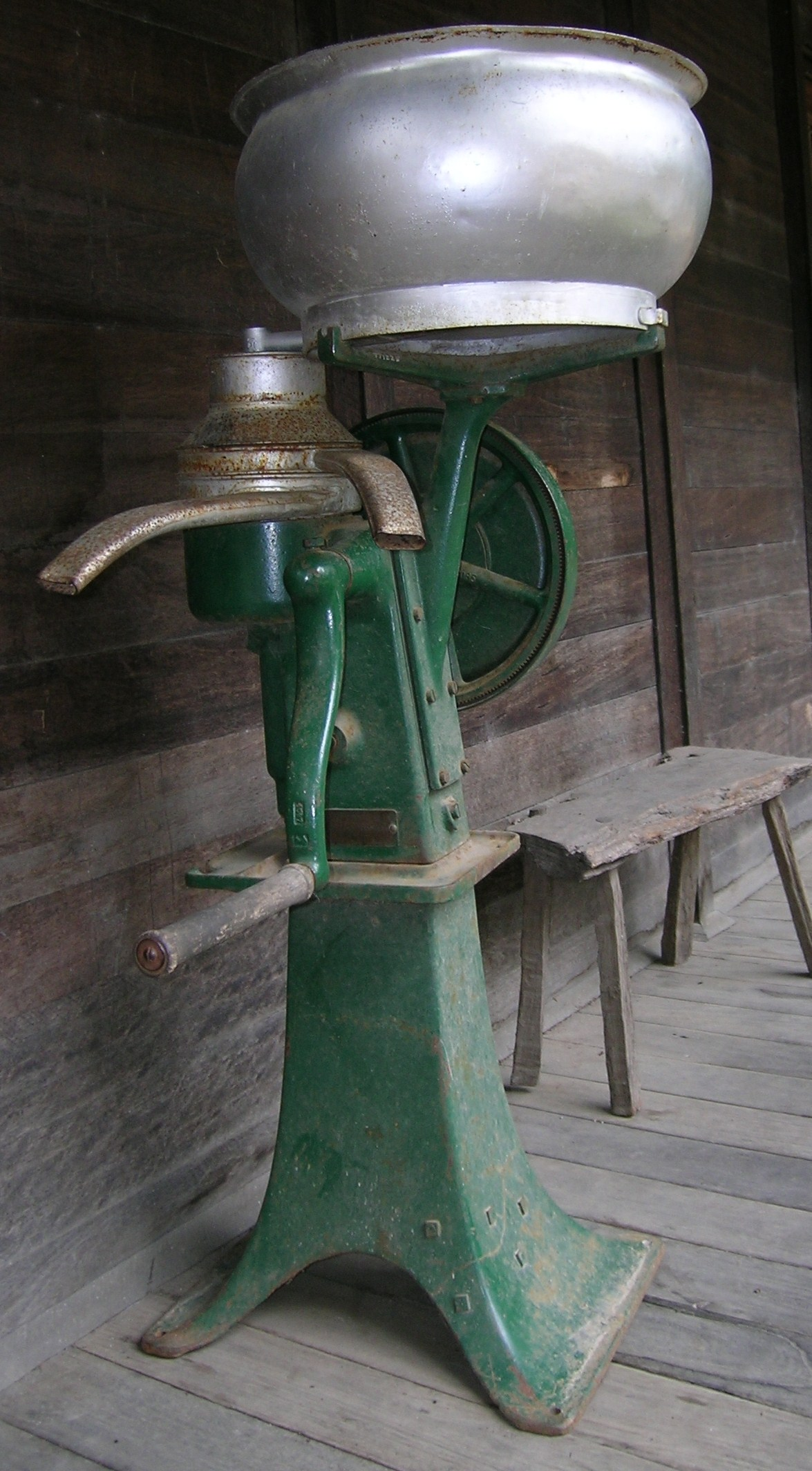
Сепаратор Alfa Laval
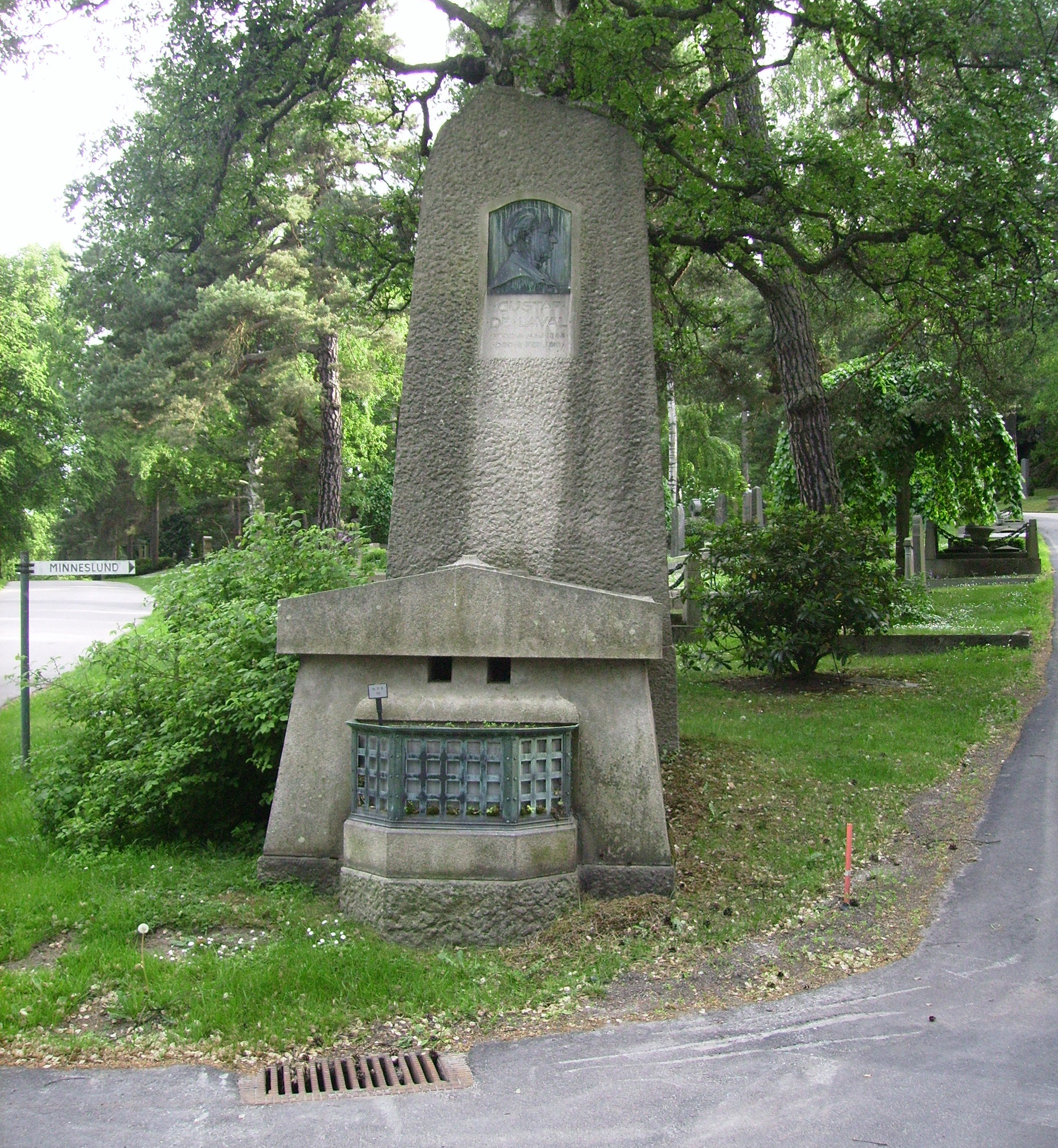
Могила Густафа де Лаваля